# Elixir de la vida

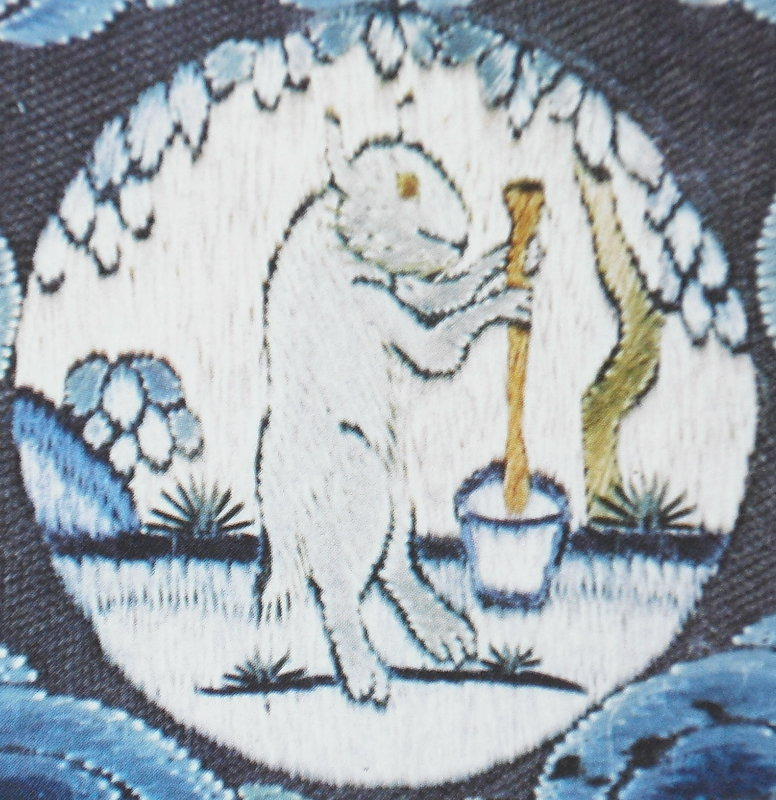
Una liebre blanca hacía el elixir de la vida en la Luna, de acuerdo con la mitología del este asiático

El elixir de la vida (en árabe: Al-ḥaya, en turco otomano: Ab-ı Hayat, en turco antiguo: Bengisu), también conocido como elixir de la vida, es una legendaria poción que garantizaba la Vida.
Fue una de las metas perseguidas por muchos alquimistas como remedio que curara todas las enfermedades (la panacea universal) y prolongara la vida eternamente. Algunos de ellos, como Paracelso, lograron grandes avances en el campo farmacéutico. Se relaciona con la piedra filosofal, mística piedra que transformaría los metales en oro y supuestamente crearía el sistema.

## Historia

### China
En la antigua China, intentaron encontrar el elixir con diversos métodos. En la Dinastía Qin, Qin Shi Huang confió al alquimista y explorador Xu Fu la tarea de encontrar el milagroso elixir. Este hizo dos viajes al este del mar de Bohai para encontrar el elixir, pero en el segundo viaje no regresó jamás; aunque algunas leyendas afirman que llegó al archipiélago japonés. Además, en la antigua China se creía que la ingestión de algunos minerales, como el cinabrio, la hematita y el jade, podía producir que una vida durara más de lo normal, a pesar del elevado contenido de mercurio del cinabrio. El oro era considerado especialmente potente para este proceso. Otras sustancias, tales como el mercurio, eran consideradas asimismo alargadoras de la vida, pero la mayoría son realmente tóxicas. La fama del elixir fue decayendo a medida que el Budismo avanzaba, con su idea de inmortalidad.
El libro alquímico chino más famoso, Dan Jing yaojue («Fórmulas esenciales de los clásicos alquímicos»), atribuido a Sun Simiao (h. 581-h. 682 d. C.), un famoso especialista médico al que las generaciones posteriores llamaron respetuosamente «Rey de la Medicina» por generaciones posteriores, analiza en detalle la creación de elixires para la inmortalidad (incluidos varios ingredientes tóxicos como el mercurio, el azufre y los arseniatos), así como los destinados a curar ciertas enfermedades y la fabricación de piedras preciosas.

### La India
Los grupos Vedas también creían en un vínculo entre la vida eterna y el oro. Esta idea probablemente haya sido adquirida de los griegos, cuando Alejandro Magno invadió la India en el año 325 a. C.. Igualmente es posible que de la India haya ido a parar a China, o viceversa.
Sin embargo, la idea del elixir de la vida ya no tiene tanta repercusión, porque el Hinduismo, la primera religión en la India, tiene otras ideas de la inmortalidad.
Si hemos de partir con una definición, diremos que la alquimia era una antigua técnica practicada en la Edad Media, cuyos principales objetivos eran descubrir una sustancia que transmutara los metales ordinarios en oro y plata y encontrar medios para prolongar la vida humana indefinidamente. La alquimia ha sido la madre de la actual Química, y aquellos misteriosos alquimistas, huyendo de los preceptos religiosos y de la Inquisición, sentaron las bases de lo que fue posteriormente el moderno desarrollo científico.

### Egipto
Nacida en el antiguo Egipto, la alquimia empezó a florecer en Alejandría, en el periodo helenístico. En la misma época, se desarrolló una escuela de alquimia en China. Ya en los escritos de algunos filósofos griegos se anticipan las primeras teorías químicas. Se cree que el emperador romano Calígula apoyó experimentos para producir oro a partir del oropimente, un sulfuro de arsénico, y que el emperador Diocleciano ordenó quemar todos los trabajos egipcios relacionados con la química del oro y la plata, con el fin de detener tales experimentos. Zósimo de Panópolis (alrededor de 250-300), descubrió que el ácido sulfúrico era un disolvente de metales y liberó oxígeno del óxido rojo de mercurio.
La base de la alquimia parte de la doctrina aristotélica que postula que "todas las cosas tienden a alcanzar la perfección". Al considerar a los demás metales imperfectos con respecto al oro, se suponía que la naturaleza los convertiría finalmente en oro. Ya por el siglo IV, un alquimista habilidoso, utilizando rituales de magia y la astrología, podría reproducir en su taller ese proceso natural.

### Arabia
En Arabia, bajo los califatos de los Abasidas desde 750 hasta 1258, floreció una escuela de farmacia. El primer trabajo conocido de esta escuela es la obra que se difundió en Europa en su versión latina, titulada De alchemia traditio summae perfectionis in duos libros divisa, atribuida al científico y filósofo árabe Ŷabir ibn Hayyan, conocido en Occidente como Geber. Este trabajo, que podemos considerar como el tratado más antiguo sobre química propiamente dicha, es una recopilación de todo lo que se creía y se conocía por entonces. Los alquimistas árabes trabajaron con oro y mercurio, arsénico y azufre, sales y ácidos, y se familiarizaron con una amplia gama de lo que actualmente llamamos reactivos químicos. Su creencia científica era el potencial de transmutación, y sus métodos -principalmente intentos a ciegas- los llevaron a encontrar numerosas sustancias nuevas e inventar muchos procesos útiles.

### Europa
La alquimia, como sucedió con el resto de la ciencia árabe, se transmitió a Europa a través de España, gracias al extraordinario florecimiento que las ciencias y las artes experimentaron en Al-Ándalus durante el Medievo. Los primeros trabajos existentes de la alquimia europea son los del monje inglés Roger Bacon y el filósofo alemán Alberto Magno; ambos creían en la posibilidad de transmutar metales inferiores en oro.
Roger Bacon creía que el oro disuelto en agua regia era el elixir de la vida. Alberto Magno dominaba la práctica química de su época. En el siglo XV, el filósofo escolástico italiano Tomás de Aquino, el polígrafo mallorquín Ramon Llull y el monje benedictino Basilius Valentinus también contribuyeron mucho, por la vía de la alquimia, al progreso de la química, con sus descubrimientos de los usos del antimonio, la fabricación de amalgamas y el aislamiento del espíritu del vino, o alcohol etílico.
Las recopilaciones importantes de fórmulas y técnicas de este periodo incluyen Pirotecnia (1540), del metalúrgico italiano Vannoccio Biringuccio; Acerca de los metales (1556), del mineralogista alemán Georgius Agricola; y Alquimia (1597), de Andreas Libavius, un naturalista y químico alemán. 
El más famoso de todos los alquimistas fue el suizo Paracelso (Theophrastus Bombastus von Hohenheim 1493-1541). Mantenía que los elementos de los cuerpos compuestos eran sal, azufre y mercurio, que representaban a la tierra, el aire y el agua, respectivamente; al fuego lo consideraba como imponderable o no material. Sin embargo, creía en la existencia de un elemento por descubrir, común a todos, del cual los cuatro elementos de los antiguos eran simplemente formas derivadas. A este elemento principal de la creación Paracelso lo llamó alcaesto, y mantenía que si fuera encontrado, podría ser la piedra filosofal, la medicina universal y el disolvente irresistible.
Paracelso sostenía que la enfermedad procedía del exterior, por lo cual creó diversos remedios minerales con los que el cuerpo podría defenderse. Identificó las características de numerosas enfermedades, como el bocio y la sífilis, y usó ingredientes como el azufre y el mercurio para combatirlas. Muchos de sus remedios se basaban en la creencia de que lo similar cura lo similar, por lo que fue un precursor de la homeopatía. Aunque los escritos de Paracelso contenían elementos de magia, su revuelta contra los antiguos preceptos de la medicina liberaron el pensamiento médico, permitiéndole seguir un camino más científico.
La tarea del alquimista quedó indisolublemente ligada a su Atanor -el productor de los "fuegos secretos"-, hornillo donde se llevaban a cabo los primeros trabajos de metalúrgica alquímica. Por lo general lo describe con forma de cuadrado o prisma. Muy cerca se encuentra una torre comunicada por un tubo con uno de los lados. La torre se llena de carbón que al encenderse comunica  su calor a través del tubo, conservándose a temperatura constante. También se destacaba en el laboratorio de los alquimistas una especie de cazuela, honda, repleta de cenizas cernidas, sobre las cuales se han de colocar los frascos o recipientes que contienen la materia sobre la que se trabaja, en sus distintos estados. Esta materia será calentada, en cada caso en un tiempo distinto y a diferentes y variadas temperaturas. Las cenizas deben rodear totalmente la vasija, protegiéndola de la acción exterior, como un verdadero y auténtico cuenco griálico. La función exacta de esa misión protectora es la que tuvieron todos los recipientes sagrados tradicionales, desde la famosa "Caldera de Dagda" a los misteriosos "Contenedores de la Eterna Juventud" de las leyendas populares. 
Escritos que se remontan al Siglo I a. C. evidencian el estrecho vínculo existente entre la alquimia y la astrología, la magia y el simbolismo secreto. Y es que, ante todo, se le atribuye al hermetismo la "Tabula Smaragdina", en la que se resume en forma de tesis la totalidad de los conocimientos sobre la alquimia. En realidad estos textos están considerados como los textos básicos de la alquimia esotérica. 
La edición que se conoce actualmente se basa en una muestra árabe del siglo XII, la cual se entronca y se basa a la vez en fuentes greco-alejandrinas de los primeros siglos después de Jesucristo. El máximo representante de esta alquimia, Zósimo de Panópolis (aproximadamente siglos III o IV d. C.), describe la idea interior del ennoblecimiento de la alquimia como una visión en la que el cuerpo, liberado de la carne, se convierte en espíritu y se asocia gradualmente con el alma de Dios. Y así los alquimistas griegos posteriores se dedicaron principalmente a dar realce teórico a estos principios alquímicos. La alquimia, aún muy estéril en su parte práctica, obtuvo nuevos impulsos después de la conquista de Egipto por los árabes (siglo VIII). Los árabes se interesaron especialmente por la parte útil de la alquimia, mejorando las técnicas de laboratorio, como, por ejemplo, el proceso de destilación, inventando entonces el alambique, que era un medio de destilación precursor de la famosa retorta. Esta nueva técnica pudo utilizarse para la fabricación de aceites esenciales. Los conocimientos teóricos de los árabes sobre alquimia se han transmitido en un compendio de obras que se remonta a Jabir Ibn Hayyan, que traducido en latín vendría a decir "Dador o Transmisor".
El propio atanor va acompañado fundamentalmente de vasijas destilatorias que fueron usadas por los doctos religiosos en las misteriosas operaciones que conducían a la obtención de licores medicinales y el agua de la vida o "Aquae Vitae". La mayoría de estos brebajes comenzaron empleándose como panaceas para las enfermedades -como émulos del Elixir- y terminaron convertidos en fuentes artesanales de ingresos. Así se dio origen a licores como los benedictines, chartreuses, mistelas, cervezas y otras variedades locales de alcohol destilado.
Podemos dividir la historia de la alquimia en tres períodos: el primero, de 1200 a 1300 de nuestra era, la alquimia era una capacidad manual que demostraba su utilidad a través de la coloración de metales, haciendo creer que se trataba de transmutaciones. Existe un antiguo grimorio atribuido a Alberto Magno que trata exhaustivamente ese tema. El segundo periodo, de 1300 a 1600 de nuestra era, se caracterizó por el auge de la alquimia entre personas cultas que se interesaron por sus enormes perspectivas. Así Valentinus en Alemania y Norton en Inglaterra se destacaron en la tarea, tanto teórica como prácticamente. El trabajo se basaba y centraba en la fabricación de "La Piedra Filosofal" o "Lapis Philosophorum", con cuya ayuda se esperaba poder fabricar el maravilloso y singular oro, materia tan deseada por los Príncipes. Otro de los motores que movía a los investigadores hacia la alquimia era la búsqueda de una medicina universal que curara todas las enfermedades y fuese fuente de "Vida Eterna". El representante más importante de ese grupo de hombres excelsos y elegidos fue Paracelso.

## Su influencia en la cultura popular
- En la saga Los inmortales de Alyson Noël.
- En el libro de Los Viajes de Gulliver, de Jonathan Swift, cerca del final, cuando Gulliver sale de la Academia.
- En el anime y manga Fullmetal Alchemist, donde se pretende encontrar la piedra filosofal para dominar el mundo y superar a Dios.
- En el libro Tuck Everlasting.
- En el libro Elíxir (2010), de Hilary Duff, trata sobre el tema y también en su segunda parte Devoted (2011).
- En los videojuegos Los Sims 2, donde se consigue recaudando aspiraciones y en Rayman 2, el gran escape, aunque en Castlevaina (cualquiera de sus versiones) el elixir sirve para curar por completo al jugador, así como en las entregas de Final Fantasy.
- En el videojuego Constantine cura a John para combatir a los demonios.
- En el libro El alquimista del escritor brasileño Paulo Coelho.
- En la colección de libros de El Alquimista: Los secretos del inmortal Nicolas Flamel.
- En el videojuego Touhou Project, dos personajes llamados Kaguya Houraisan y Fujiwara no Mokou, quienes tomaron el Elixir de La Vida y lograron ser inmortales.
- En los videojuegos Kingdom Hearts aparece el elixir, que le da a un personaje a seleccionar: Puntos Vida y Puntos Magia.
- En la serie Dragon Ball, el maestro Roshi bebió de este elixir obteniendo la inmortalidad (de ahí su apodo "el hombre más viejo del mundo").
- En El misterio de Anubis.
- En el manga Seikon no Qwaser.
- En el primer libro de la saga Harry Potter, Harry Potter y la piedra filosofal, siendo anhelada por el villano lord Voldemort.
- En 5 elementos cómic de Jesulink, existe el elemento Alcaesto.